# Mount Slaggard
Der Mount Slaggard ist ein 4742 m hoher Berg der Eliaskette im Yukon-Territorium in Kanada. 
Der Berg befindet sich im Norden des Kluane-Nationalparks. Der Mount Slaggard ist von mehreren höheren Bergen umgeben. Der Mount Wood befindet sich 7,74 km nordnordöstlich des Mount Slaggard. 17 km südöstlich erhebt sich der Mount Steele, knapp 18 km südsüdöstlich der Mount Lucania. Die Nordwestflanke wird zum Anderson-Gletscher hin entwässert, die Südostflanke befindet sich im Einzugsgebiet des Chitina-Gletschers.

## Besteigungsgeschichte
Die Erstbesteigung des Gipfels gelang am 11. August 1959 Barbara Lilley, Bud Bingham, Jon Shinno, Sy Ossofsky, Ray D’Arcy, George Wallerstein, Fred Martin und Bill Davis über den Ostgrat.